# Banque de Jamaïque
La Banque de Jamaïque (en anglais : Bank of Jamaica) est la banque centrale de la Jamaïque. Elle a été instituée par le Bank of Jamaica Act 1960 et a ouvert le 1er mai 1961. Son siège est à Kingston, la capitale.